# Добре замислено
„Добре замислено“, преведен на български и като „Случаят с установената самоличност“, (на английски: A Case of Identity) е разказ на писателя Артър Конан Дойл за известния детектив Шерлок Холмс. Включен е в книгата „Приключенията на Шерлок Холмс“, публикувана през 1892 година.

## Сюжет
Внимание:  Текстът по-долу разкрива сюжета на произведението (или части от него)!
Към Шерлок Холмс се обръща за помощ госпожица Мери Съдърланд, която го моли да намери нейния годеник, г-н Хосмър Енджъл. Госпожица Съдърланд живее с майка си и втория си баща, доста младия Джеймс Уиндибанк. Нейното семейство е достатъчно богато, тъй като получават рента. Въпреки това, госпожица Съдърланд печели и допълнително пари от машинопис, защото се чувства длъжна да подпомага финансово семейството си.
Независимо от факта, че госпожица Съдърланд вече е доста голяма девойка, нейният пастрок ѝ забранява да излиза и да се запознава с мъже. Но един ден, когато г-н Уиндибанк заминава за Франция по работа, госпожица Съдърланд отива на бала на работниците и служителите на газовата компания и там среща Хосмър Енджъл.
Mери силно се влюбва в Хосмър, който я убеждава, че е по-безопасно да се срещат само във времето, когато г-н Уиндибанк пътува до Франция. Междувременно влюбените постоянно си разменят писма, като Хосмър пише неговите на пишеща машина. Майката подкрепя поведението на дъщеря си, но я съветва да бъде внимателна, за да не научи нищо вторият ѝ баша. Скоро младата двойка решават да се оженят и в деня преди сватбата Хосмър изисква от Мери клетва, че тя винаги ще му бъде вярна. Когато пристигат в църквата, обаче, госпожица Съдърланд открива, че младоженецът е изчезнал по пътя.
Холмс разрешава мистерията, още докато разговаря с госпожица Съдърланд. Той я моли да забрави за Хосмър Енджъл, но влюбената девойка категорично отказва да го направи и си тръгва. Скоро след това Холмс кани на Бейкър Стрийт г-н Уиндибанк и го обвинява в измама. Оказва се, че „Хосмър Енджъл“ всъщност е маскираният Уиндибанк. По закон действията му не са наказуеми, но представляват егоистична и безсърдечна постъпка. Холмс се преструва, че възнамерява да удари измамника с камшик, при което последният бързо избягва. По молба на Уотсън, детективът разкрива логиката на своето разследване.
Явно е, че ако госпожица Съдърланд се ожени, то майка ѝ и вторият ѝ баща ще загубят допълнителния доход, който тя им осигурява. Първоначално те категорично ограничават Мери от контактите ѝ с всякакви мъже. Това обаче не може да продължи дълго и пастрокът ѝ, с подкрепата на своята съпруга, решава да се престори на друг човек и да се сгоди за Мери. „Хосмър Енджъл“ се появява само когато Уиндибанк „пътува“ до Франция. Мери е силно късогледа и не разпознава дегизирания си пастрок. Тъй като тя познава почерка на Уиндибанк, той пише любовните писма от Хосмър на пишеща машина. По определени дефекти в някои от буквите Холмс разпознава, че това е същата машина, от която Уиндибанк му е отговорил на поканата за среща.
Уотсън предлага да кажат цялата истина на госпожица Съдърланд, но Холмс предполага, че влюбената девойка така или иначе няма да повярва на това и отново изразява съжаление, че Уиндибанк не може да бъде наказан от закона.

## Адаптации
Разказът е екранизиран през 1921 г. във Великобритания в едноименния филм с участието на Ейли Норууд в ролята на Холмс, и Хюбърт Уилис като Уотсън. 

## Интересни факти
Разказът „Добре замислено“ е от малкото истории (като „Скандал в Бохемия“, „Благородният ерген“, „Човекът с обърнатата устна“) за приключенията на Шерлок Холмс и д-р Уотсън, в които липсва криминална загадка.